# 境界標の前のバッカナーレ
『境界標の前のバッカナーレ』（きょうかいひょうのまえのバッカナーレ、英: Bacchanalalian Revel before a Term）、または『牧神パンの彫像の前のバッカナーレ』（ぼくしんパンのちょうぞうのまえのバッカナーレ、仏: Bacchanale devant une statue de Pan、英: Bacchanal before a Statue of Pan）は、17世紀フランスの巨匠ニコラ・プッサンが1632-1633年ごろ、キャンバス上に油彩で制作した絵画である。画家が何点も描いたニンフとサテュロスによるバッカス祭を描いた作品の1つで、1826年以来、ロンドン・ナショナル・ギャラリーに所蔵されている。

## 作品
画面では男女が境界標の周囲で踊っている。境界標となっている彫像は、伝統的に牧羊神パンを表すものだと特定されてきた。しかし、牧羊杖、楽器といったパンのアトリビュート (人物を特定する事物) が描かれていないことから、彫像はパンではなくプリアーポスである可能性がある。プッサン自身もプリアーポスを表した彫刻作品をヴェルサイユ宮殿に残している。
境界標は物事の終末を暗示するために「死」を意味する一方、プリアーポスの胸像としては「生」の豊かさを示す。プリアーポスは、本作のように腕のないトルソ (胴体) として花輪を身に着けた姿で表されることが多く、庭園の神としてブドウ園や果樹園の守護神となった。また、古代にプリアーポスを表した作例では、生殖器を露わにした豊饒の神としてディオニュソスの「秘儀」の折に「聖なる結婚」のために使用され、男性の性の生命力を示していた。
本作に見られるブドウと踊りは、これがバッカス祭であることを示唆している。芸術と文学作品のバッカス祭では人々が過剰な飲酒に耽り、性的欲望を満たすが、それは本作においては空になった酒の容器と露出した肌によって示されている。左側の髪の毛をなびかせた女性はブドウの房から果汁を絞って、太った幼児の持つ小皿に注いでいる。右側では、地面に倒れた女性がサテュロスに抱きかかえられそうになっており、腕を伸ばして助けを求めている。女性たちはニンフであるか、ディオニュソスの信奉者で、タンバリンと緩い服装によって特定されるマイナスである。踊り手たちの派手な色の服装は、女性の陶器のような肌色と男性やサテュロスの赤らんだ肌色と対照をなしている。 

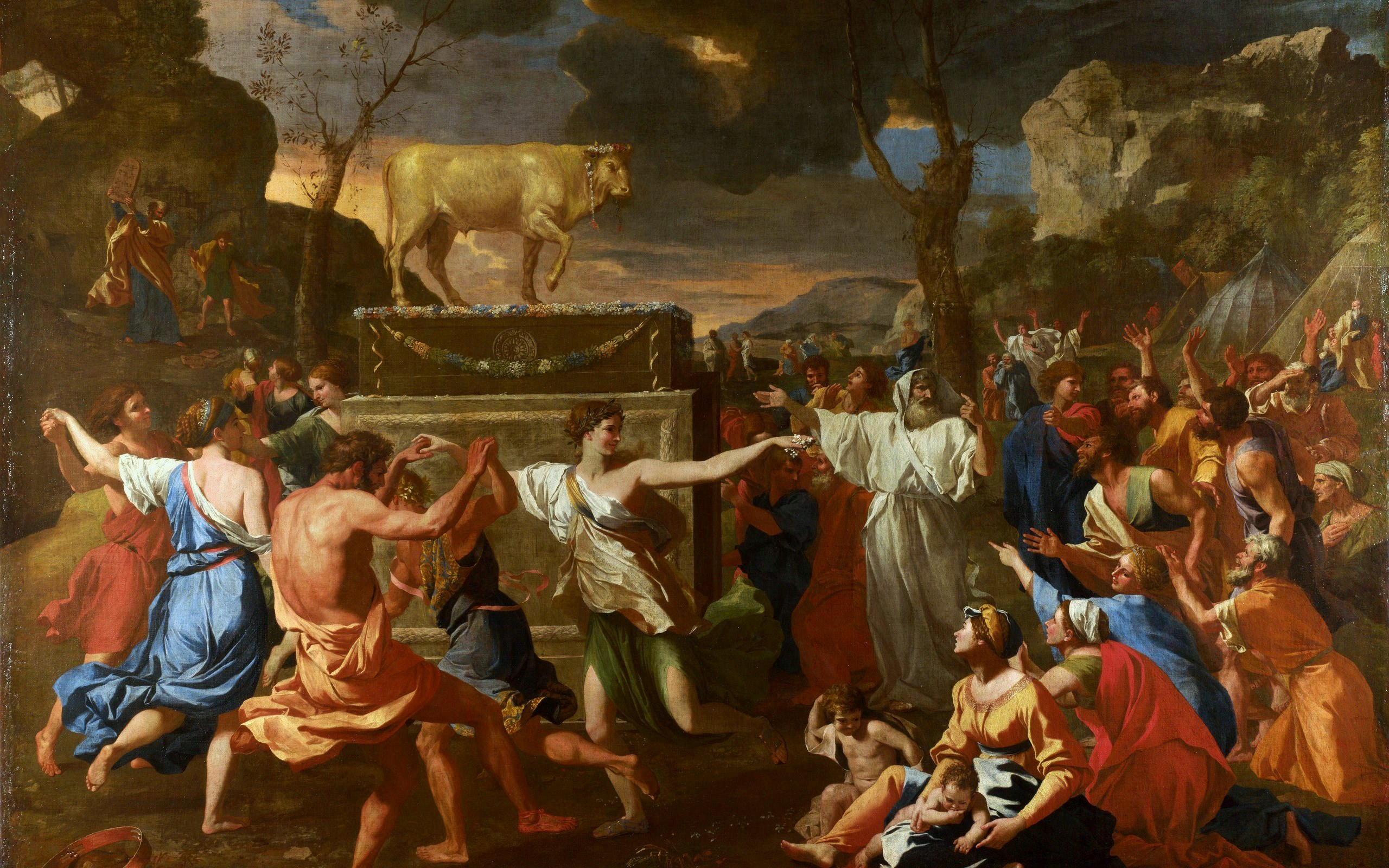
プッサン『黄金の子牛の礼拝』 (1633-1634年)、ナショナル・ギャラリー (ロンドン)

プッサンは、自身の教養ある庇護者たちのために古代世界のあらゆる面を再創造しようと試みていた。この絵画に見られる筋肉質の身体像と硬質な布地の線は古代の彫像を想起させる。また、画面の狂乱にもかかわらず、人物たちのポーズは、古代の石棺 (サルコファガスとして知られる) のレリーフに見られるフリーズ状の構図に慎重に表されている。なお、プッサンは、『黄金の子牛の礼拝』 (1633-1634年、ロンドン・ナショナル・ギャラリー) の踊り手たちを左右逆転して本作に用いている。また、本作に見られる風景描写は、プッサンの庇護者たちのコレクションにあったティツィアーノやジョヴァンニ・ベッリーニなど16世紀ヴェネツィア派の画家たちの作品に触発されたものである。